# Priscilla Wakefield
Priscilla Wakefield (née Priscilla Bell le 31 janvier 1751 et morte le 12 septembre 1832) est une philanthrope quaker anglaise. Ses écrits couvrent l'économie féministe et des sujets scientifiques et incluent des non-fiction pour enfants ,.

## Biographie
Priscilla Bell est née dans une famille de Tottenham, alors un village du Middlesex au nord de Londres. Son père Daniel Bell est de Stamford Hill à proximité. Son épouse Catherine est la petite-fille du théologien quaker Robert Barclay ,. Elle est l'une des nombreuses sœurs, dont l'une, Catherine Bell, épouse John Gurney d'Earlham Hall et a de nombreux enfants notables, la plus connue étant Elizabeth Fry.
À l'âge adulte, Wakefield reste membre de la Société des amis et se conforme à leurs pratiques religieuses, mais n'observe pas les restrictions vestimentaires ou l'abstinence de divertissements.
Elle épouse Edward Wakefield (1750–1826), un marchand londonien, et a trois enfants. Écrivant pour soutenir financièrement sa famille, elle écrit 17 livres en deux décennies. Elle est l'une des nombreuses écrivaines anglaises de la fin du XVIIIe siècle qui commencent à exiger une vie plus large pour les femmes. Elle fonde une maternité, un club de prestations pour femmes et une banque de penny pour les enfants, qui devient la première banque d'épargne d'Angleterre ,.
Les Wakefield ont cinq enfants, dont trois arrivent jusqu'à l'âge adulte. Les deux fils survivants sont Edward Wakefield (statisticien) (1774-1854) et Daniel Wakefield. La fille survivante, Isabella (3 mars 1773 - 17 octobre 1841), épouse Joshua Head d'Ipswich le 12 septembre 1794 . Edward Gibbon Wakefield, Daniel Bell Wakefield, William Wakefield (en), Arthur Wakefield et Felix Wakefield (en) sont ses petits-enfants.
Wakefield meurt chez sa fille, Isabella Head, sur Albion Hill, Ipswich, le 12 septembre 1832, et est enterrée le 20 décembre dans le cimetière des Amis au New Meeting House de la ville .
Un portrait de Wakefield, de son mari Edward Wakefield et de sa sœur, Catherine Bell Gurney, peint par Francis Wheatley, est exposé à South Kensington en 1868 . Un portrait en lithographie apparaît au London Friends' Institute.

## Écrits
Wakefield écrit des livres sur une gamme de sujets, notamment les sciences naturelles, le féminisme et l'économie. Elle écrit également de la littérature pour enfants.
Wakefield publie un livre sur le féminisme en 1798, Reflection on the Present Condition of the Female Sex ; with Suggestions for its Improvement, paru chez l'éditeur radical Joseph Johnson. Bien que cela concerne la manière dont les femmes pourraient devenir financièrement indépendantes, le livre adopte une vision traditionnelle de leur rôle dans la société. Wakefield examine les perspectives d'emploi des femmes dans le monde moderne à la lumière des écrits d'Adam Smith et soutient une éducation plus large pour les femmes . Cependant, elle pense qu'une meilleure éducation pour les femmes ferait d'elles de meilleures épouses, plutôt que de préconiser l'éducation pour elle-même.
Wakefield est largement connue comme auteur de guides moraux pour enfants. Sa première publication, Juvenile Anecdotes, Founded on Facts, est couronnée de succès, et elle continue à publier d'autres livres de la même nature et d'un caractère plus avancé, traitant de la science et des voyages. Elle est la première femme à écrire des livres scientifiques pour enfants .
Wakefield a une connaissance considérable de la botanique et de l'Histoire naturelle et publie en 1796 le populaire An Introduction to Botany, in a Series of Familiar Letters, qui est traduit en français en 1801 et atteint une onzième édition en 1841. Il est illustré d'une série d'illustrations pleine page non créditées montrant des parties de plantes en détail . Il est suivi d'une introduction à l'histoire naturelle et à la classification des insectes, dans une série de lettres.
Au moment de sa mort, Wakefield a écrit deux douzaines de livres, dont beaucoup ont plusieurs éditions et sont traduits en langues étrangères .

## Philanthropie
Wakefield est une philanthrope active, promouvant l'éducation, la maternité et les caisses d'épargne pour les pauvres de Tottenham. Elle fonde la Lying-in Charity for Women en 1791. Il fournit aux femmes enceintes pauvres des soins de sage-femme et une première fourniture de linge et de vêtements pour bébés ainsi qu'une petite somme d'argent. Il est soutenu par un abonnement annuel et se poursuit jusqu'au XIXe siècle.
En 1792, Wakefield cofonde la School for Industry, qui enseigne aux filles la lecture, l'écriture, la couture, le tricot et l'arithmétique. En 1798, elle fonde la première "banque de la frugalité" en Angleterre, pour aider les personnes à faible revenu à économiser de l'argent. Les membres payent en fonction de l'âge une somme mensuelle qui leur donnerait une indemnité de maladie et une pension à 60 ans. Les femmes et les enfants sont encouragés à épargner ce qu'ils peuvent de leurs revenus. Des caisses d'épargne similaires sont créées à l'échelle nationale, mais elles sont effectivement nationalisées lorsque la Caisse d'épargne postale est fondée en 1865 .

## Publications
- Mental Improvement: Or, the Beauties and Wonders of Nature and Art, 1794
- An Introduction to Botany, in a Series of Familiar Letters, London, 12mo 1796
- Juvenile Anecdotes, Founded on Facts, 1795-8 (2 well received volumes that went to an eighth edition in 1825)
- Reflections on the Present Condition of the Female Sex, With Suggestions for Its Improvement, 1798
- The Juvenile Travellers: Containing the Remarks of A Family During a Tour Through the Principal States and Kingdoms of Europe, 1801 (son œuvre de fiction imaginative la plus populaire atteignant la 19e édition en 1850)
- Domestic Recreation: Or, Dialogues Illustrative of Natural and Scientific Subjects, 1805
- Sketches of Human Manners, 1807
- An Introduction to the Natural History and Classification of Insects, in a Series of Letters, London, 1816, 12mo.